# Première expédition hammadide contre les Almoravides
 (avril 2025).
Motif : En attendant des sources centrées.
- Archive Wikiwix
- Bing
- Cairn
- DuckDuckGo
- E. Universalis
- Gallica
- Google
- G. Books
- G. News
- G. Scholar
- Persée
- Qwant
- (zh) Baidu
- (ru) Yandex
- (wd) trouver des œuvres sur Wikidata

| 1. | Préciser le motif de la pose du bandeau. | Précisez le motif de la pose du bandeau en utilisant la syntaxe suivante : {{admissibilité à vérifier\|date=avril 2025\|motif=remplacez ce texte par le motif}}                                                           |
| 2. | Informer les utilisateurs concernés.     | Pensez à avertir le créateur de l'article, par exemple, en insérant le code ci-dessous sur sa page de discussion : {{subst:avertissement admissibilité à vérifier\|Première expédition hammadide contre les Almoravides}} |

La première expédition hammadide contre les Almoravides a lieu en 1081 à la suite des attaques du gouverneur almoravide de Tlemcen contre les villes d'Oran, Ténès et Alger. Al-Mansur ben al-Nasir marcha aussitôt contre les Almoravides.

## Contexte historique
En effet, les Banu Wamanu étaient alliés des Hammadides, chargés de surveiller les frontières ouest de l'empire, ils se laissent tenter par les suggestions du gouverneur de Tlemcen Mohamed Ibn Tinmar et lui laissèrent pénétrer le territoire hammadide. Pendent ce temps Al-Mansur ben al-Nasir était occuper à réprimer les révoltes et négligeait la surveillance de sa frontière occidental.

## Déroulement
Ibn Tinmar attaque et occupe les villes d'Oran, Ténès et commence même à assiéger d'Alger. Le sultan hammadide marcha contre le gouverneur almoravide de Tlemcen en traversant les territoires des Wamanu dont le chef Makhoukh, Al-Mansur fut surpris par les hostilités de ces anciens alliés, il ravagea par la suite leurs territoires et détruit leurs châteaux.
Al-Mansur ben al-Nasir livra ensuite bataille à Ibn Tinmart et le poursuivit jusqu'au frontières almoravides, des frontières qu'Al-Mansur a failli franchir si Youssef Ibn Tachfine n'était pas intervenu afin d'obtenir la paix,.

## Conséquences
La paix est signée entre les Hammadides et les Almoravides, mais peu de temps après les Almoravides renouvellent les hostilités. Al Mansur envoya son fils l'émir Abdallah, ce dernier remporte quelques succès en leur enlevant les villes d'el Djabate non loin de Tiaret et la ville de Merat puis Abdallah rentre à Béjaïa. Mais les Banu Wamanu se révoltèrent dès le départ d'Abdallah, Al-Mansur marche en personne contre eux mais il subit une défaite et doit rentrer à sa capitale. C'est à la suite de cet échec que, en pleine fureur, le sultan met à mort sa propre femme (qui était la sœur de Makhoukh),.